# Belén (Venezuela)
Belén es una población al sur del Lago de Valencia, en el municipio Carlos Arvelo del Estado Carabobo. Es la capital de la parroquia de Belén, fundada en 1873. Según cuentan sus pobladores, el nombre le fue dado por el padre Pedro Pablo Hernández quien encontró en la zona una semejanza con el lugar de nacimiento de Jesucristo.
Está situada a 14.8 km al este de Güigüe, 27.8 km al este de Tacarigua y 34.8 km al este de Los Guayos. La zona es conocida por su producción agrícola y su clima fresco debido a su elevación.

## Población
La parroquia de Belén tiene algo menos de 15 000 habitantes. La mayoría vive en el pueblo de Belén propiamente, la población más alta del Estado Carabobo, ubicada a unos 750 m s. n. m. Se llega a Belén por la vía hacia Güigüe pasando por muchas curvas en la carretera hasta el pueblo.

## Economía
La zona de Belén es ante todo una zona agrícola. Es famosa la región por una hilera de quioscos productores de queso, en especial del llamado «queso de mano». A tempranas horas los queseros permiten que los visitantes observen el proceso de producción. A pesar de los paisajes del sur del lago que rodean a Belén y del fresco clima de la zona, no tiene alternativas para hospedaje. La casa más antigua de Belén actualmente en pie se encuentra en la Avenida Bolívar con calle Urdaneta, conocida como Casona Garoffalo, fundada aproximadamente en 1888.

### Río Guárico
El Río Guárico nace en la población de Belén, que sirve para diversos cultivos y para el abastecimiento de agua potable de Caracas en el embalse de Camatagua. Tiene una longitud de 525 km.